# Матрёны зимние
Матрёны зимние — день народного календаря восточных славян, приходящийся на 9 (22) ноября. Название дня происходит от имени святой Матроны Константинопольской. Тульские крестьяне полагали, что с Матрёны зимней зима встаёт на ноги и морозы прилетают от железных гор. Старые люди так об этом дне говорили: «Зима-то не сама на ноги встаёт, а её Матрёна ставит».

## Другие названия
рус. Зима становится, Матрёна наставница, Зимний день, Матрона зимняя, Матрёнин день, бел. Дзень Матруны, укр. Мотрони, Мотрин день, Мотря.

## Традиции дня
В этот день перед иконой «Скоропослушница» молятся о прозрении очей, хромоте, за детей, о желании иметь здорового ребёнка, о спасении из плена и при кораблекрушениях.
По народному поверью, когда зима собиралась в путь-дорогу, чтобы на земле прибрать да себя и своё царство показать, дать людям на её белую свиту поглядеть, метели да вьюги, вывела она из стойки белую кобылку. Едет зима, куёт седые морозы, стелет по рекам ледяные мосты, сыплет из правого рукава снег, из левого — иней; бегут за ней метели, над мужиками потешаются, бабам в уши дуют, велят печи топить пожарче. У зимы путь не близок — велика матушка-Русь, сбила кобылка подковки, приустала. А зиме некогда ждать. Велит она кобылку пегую запрягать да ей вдогонку слать. А сама не ждёт, по беспутице идёт. Ведь не даром говорится: «Ноябрь груден, куда не глянь — беспутье».

## Поговорки и приметы
- Зима-то не сама на ноги встаёт, а её Матрёна ставит[2].
- С Матрёны зимней зима встаёт на ноги и морозы прилетают от железных гор (тул.)[1].
- Если в ноябре Мотря на белом коне приедет, то острую зиму нам привезёт (укр. Якщо в листопаді Мотря на білім коні приїде, то гостру зиму нам привезе)[6].
- Облачная, снежная погода предсказывает ненастный май, иней — урожай овса, дождь — пшеницы (смол.)[9].
- Каков иней на деревьях, таков и цвет на хлебе[10].